# 水落晴美
水落 晴美（みずおち はるみ）は静岡県出身の小説家、ライトノベル作家。
メディアワークス主催の第 6回電撃ゲーム小説大賞で、『夢界異邦人』が最終選考まで残るも、受賞を逃す。
しかし同作品は電撃hp誌上に掲載され、好評を博し文庫化という形になった。

## 作品リスト

### 文庫
- 『夢界異邦人 眠り姫の卵』(イラスト:椋本夏夜/電撃文庫)　※
- 『夢界異邦人 竜宮の使い』
- 『夢界異邦人 硝子の蝶』
- 『マージナル・ブルー 空曜日の神様』(イラスト:狐印/電撃文庫)

### 雑誌
- 『夢界異邦人 眠り姫の卵』(イラスト:椋本夏夜/電撃hp vol.8)　※
- 『夢界異邦人 雪の女王』(電撃hp vol.22)